# Storia del tè in Occidente

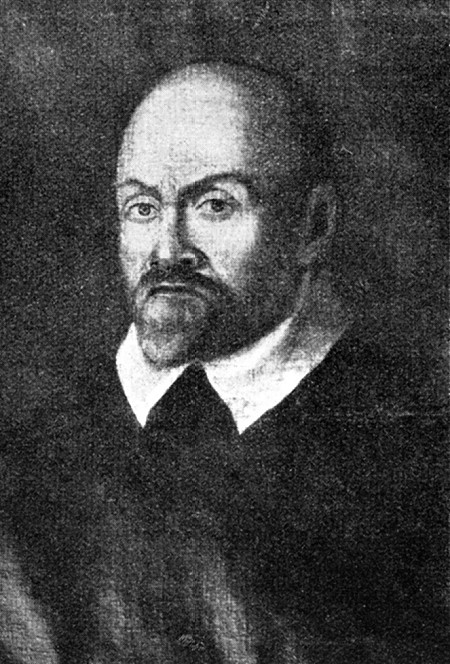
Giovanni Botero (1544-1617) fu tra i primi occidentali a menzionare, nella sua opera Delle Cause della grandezza delle Citta, l'uso del tè da parte dei cinesi.

La prima menzione storicamente accertata in Occidente della esistenza della bevanda del tè risulta dalle cronache Delle navigationi et viaggi, pubblicate fra il 1550 e il 1606 dal veneziano Giovan Battista Ramusio (1485-1557), segretario del Consiglio dei Dieci della Repubblica di Venezia. Ramusio, in questa opera, narra di un mercante arabo di nome Hajji Mahommed che gli avrebbe riferito dell'esistenza di una pianta medicinale in Cina denominata Chiai-Catai.
Nel 1560 il missionario domenicano portoghese padre Gasper da Cruz (?-1569), di ritorno dalla Cina, riferisce notizie su questa bevanda.
Nel 1565 una lettera del missionario padre Louis Almeda racconta del legame del popolo giapponese nei confronti di una erba denominata Kia da cui si procura una gradevole bevanda.
Nel 1567 Ivan Petroff e Boornash Yalysheff inviano dei resoconti sulla coltivazione del tè in Cina.
Nel 1589 il prelato italiano Giovanni Botero (1544-1617) narra, nella sua opera Delle Cause della grandezza delle Citta, dell'uso del consumo della bevanda del tè diffuso nelle città cinesi.
Nel 1596 il navigatore olandese Jan Huygen van Linschoten (1563-1611) pubblica il libro Viaggi e traversate dove narra non solo dell'utilizzo della bevanda del tè in Giappone ma anche della cerimonia del tè ad essa collegata (cha no yu), con particolare riguardo all'uso di oggetti 'carichi di tempo' (riferimento allo stile del wabi-cha).
Nel 1597 il botanico svizzero Johann Bauhin (1541-1613) cita la pianta del tè nel suo Historia plantarum universalis.
Nel 1610 vengono pubblicate alcune lettere del padre gesuita Matteo Ricci (1552-1610) che riferiscono dell'uso del tè da parte dei giapponesi.
Nel 1595 i portoghesi decidono di chiudere tutti i porti da loro amministrati alle navi degli olandesi, costringendo questi ultimi ad inviare quattro navi nelle 'Indie' sotto il comando di Cornelis de Houtman (1565-1599). Le navi olandesi, sotto il comando di Houtman, giungono nel giugno 1596 a Bantam (Isola di Giava). Nel 1602 giunge in Giappone la prima nave olandese partita da Bantam. Nel 1607 il primo carico di tè su una nave olandese viene trasportato da Macao a Bantam, questo risulta essere anche il primo carico di tè trasportato da una nave occidentale. Nel 1609 le prime navi della Compagnia delle Indie orientali olandesi giungono a Hirado (Giappone), da qui gli olandesi iniziano a prelevare carichi di tè verde e a trasportarli a Bantam luogo da cui iniziano a inviarli per la prima volta in Europa.

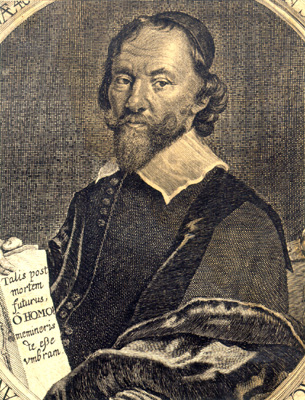
Simon Pauli (1603-1680), autore nel 1665 del De Abusu Tabaci Americanorum Veteri, Et Herbæ Thee Asiaticorum in Europa Novo, prima critica in Occidente alla bevanda del tè.

Nel 1611 la Compagnia olandese delle Indie Orientali ottiene, dall'Imperatore del Giappone Go-Yōzei (1572-1617, regno 1586-1611), l'esclusiva del commercio con l'isola di Hirado.
Nel 1615 l'agente della Compagnia Inglese delle Indie Orientali, R.L. Wickham, comunica in una lettera spedita da Hirado (Giappone) e datata 27 giugno, a 'Mister Eaton', un altro agente della Compagnia residente a Macao, l'esistenza del tè e il suo commercio.
Nel 1623 il naturalista svizzero Gaspard Bauhin (1560-1624) menziona la pianta del tè nel suo Theatri Botanici.
A seguito della ribellione dei giapponesi convertiti al cattolicesimo, ribellione meglio conosciuta come la Rivolta di Shimabara, avvenuta durante il biennio 1637-1638, gli occidentali presenti nell'arcipelago giapponese sono tutti espulsi dalle autorità di governo. Tutti tranne gli olandesi che aiutarono le forze governative con le loro navi da guerra, come la De Ryp che sotto il comando di Nicolas Koekebakker cannoneggiò il Castello di Hara (Provincia di Hizen) castello dove si erano rifugiati i cristiani. A seguito di ciò, solo gli olandesi possono rimanere sul suolo giapponese, ma vengono confinati sull'isola di Deshima (di fronte al porto di Nagasaki). A seguito di questi eventi gli olandesi trovano più comodo il commercio del tè per mezzo dei porti cinesi.
Nel 1647 il geografo tedesco Adam Olearius (1603-1671) pubblica il Beschreibung der muscowitischen und persischen Reise (Schleswig, 1647) dove narra l'abitudine dei persiani di bere il tè.
Nella stessa pubblicazione vengono aggiunte delle annotazioni di Johann Albrecht von Mandelslo (1616-1644) sull'India (Surat) dove anche questo geografo tedesco riferisce del consumo del tè.
Nel 1650 gli olandesi introducono il tè a New Amsterdam (oggi New York, negli Stati Uniti d'America).
Nel 1653 il missionario francese padre Alexandre de Rhodes (1591-1660) riferisce sul consumo di tè in Indocina.

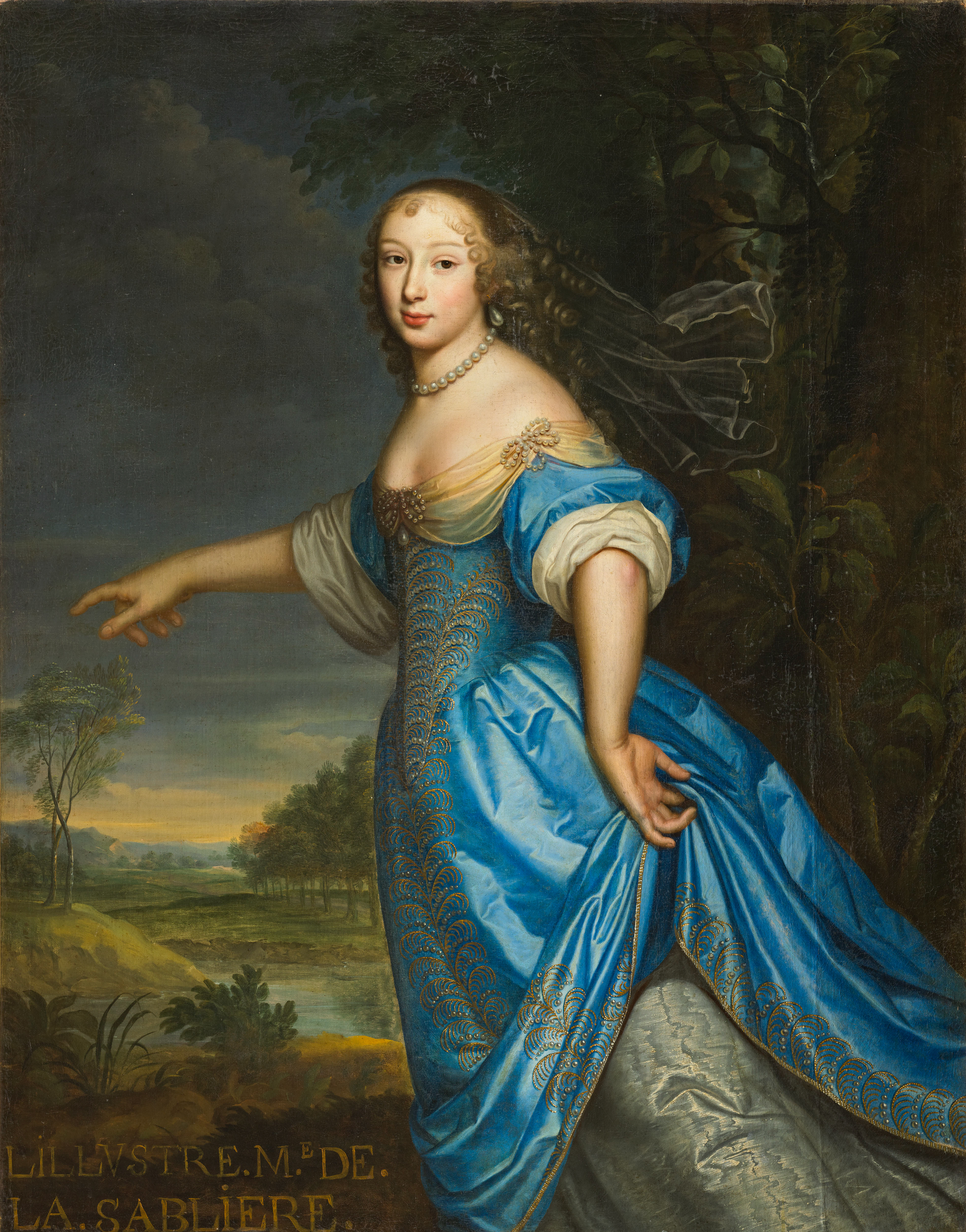
Marguerite Hessein de la Sablière (1640-1693), dama francese, prima ad introdurre in Europa l'uso di aggiungere il latte nel tè.

Nel 1655 il funzionario della Compagnia olandese delle Indie Orientali, Johan Nieuhof (1618-1672), riporta, nelle sue memorie di viaggio, l'uso cinese di aggiungere del latte nel tè.
Nel 1657 viene venduto per la prima volta, dalla Garway's Coffee House di Londra, del tè in Inghilterra.
Nel 1658 viene pubblicato postumo l'opera del medico e naturalista olandese Jacob de Bondt (1592-1631), Historiae naturalis et medicae Indiae orientalis libri VI (Amsterdam, 1658) dove riferisce delle caratteristiche del tè.
Intorno alla metà del XVII secolo si diffonde in tutti i Paesi Bassi il consumo del tè.
Nel 1664 dei funzionari della Compagnia Inglese delle Indie Orientali offrono del tè al re d'Inghilterra, Carlo II.
Nel 1665 il fisiologo tedesco Simon Pauli (1603-1680) pubblica il De Abusu Tabaci Americanorum Veteri, Et Herbæ Thee Asiaticorum in Europa Novo (Strasburgo, 1665) una critica sull'uso "smoderato" di bere tè e fumare tabacco.
Nel 1666 Henry Bennet (1618-1685), Lord di Arlington, introduce l'uso del tè nella corte inglese.
Nel 1669 giunge da Bantam il primo carico di tè a Londra. Nello stesso anno viene promulgata una legge che proibisce in Inghilterra l'importazione del tè dai Paesi Bassi.
Nel 1678 il botanico tedesco Jacob Breyne (1637–1697) descrive la pianta del tè nel suo Exoticarum plantarum.
Nel 1680 la dama francese Marguerite Hessein de la Sablière (1640-1693) introduce nei salotti francesi l'uso di aggiungere del latte nel tè.
Nel 1684 gli olandesi non permettono più agli inglesi di acquistare tè a Giava.
Nel 1689 gli inglesi importano la prima partita di tè da Amoy.
Nel 1717 Thomas Twinings (1675-1741) apre la Golden Lyon, il primo negozio esclusivamente dedicato al tè di Londra.
Nel 1721 la Compagnia Inglese delle Indie Orientali ottiene il monopolio del tè sul mercato inglese.

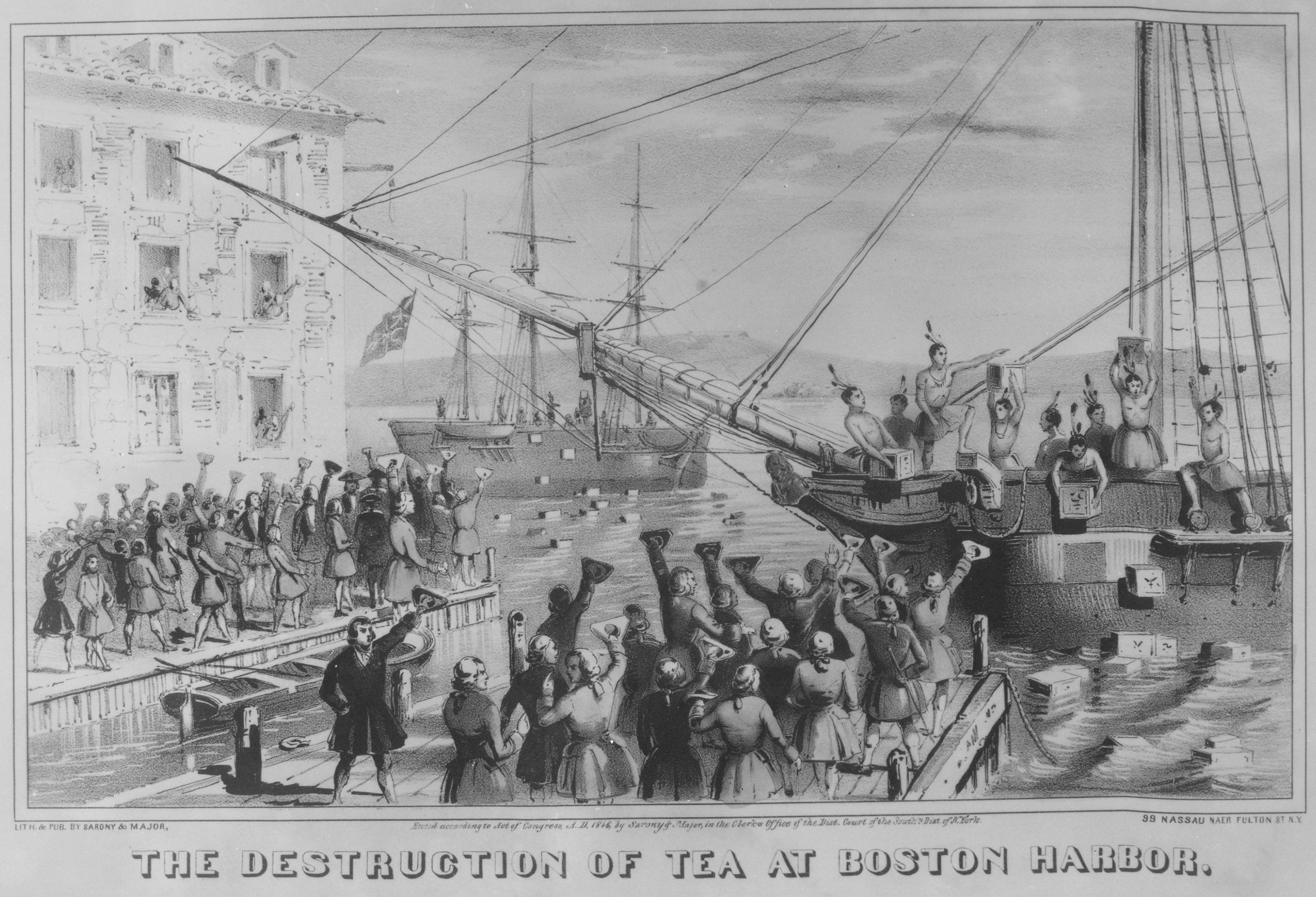
Una litografia classica (1864) che illustra il Boston Tea Party quando, il giorno 16 dicembre 1773, i cittadini di Boston gettarono a mare le casse di tè per protestare contro i dazi inglesi. È considerato, tradizionalmente, il primo episodio della Rivoluzione americana.

Nel 1750 il medico scozzese Thomas Short pubblica un trattato sul tè dal titolo Discourses on Tea, Sugar, Milk, Made-Wines, Spirits, Punch, Tobacco, &c. With Plain and useful Rules for Gouty People (Ed. T. Longman and A. Millar).
Nel 1753 il botanico svedese Linneo (1707-1778) classifica la pianta del tè, denominandola Thea sinensis nel suo Species plantarum.
Nel 1762 Linneo, in una seconda edizione di Species plantarum abolisce la dizione di Thea sinensis sostituendola con due specie: Thea bohea e Thea viridis.
Nel 1763 vengono introdotte in Europa le prime piante del tè e consegnate in Svezia al botanico Linneo.
Nel 1773 i cittadini di Boston (Stati Uniti d'America) rovesciano le casse del tè nelle acque del porto per protestare contro la tassa sul tè. È il primo episodio della Rivoluzione americana.
Nel 1788 il naturalista inglese Joseph Banks (1743-1820) suggerisce di creare delle piantagioni di tè nell'India britannica. La Compagnia Inglese delle Indie Orientali tuttavia ostacolerà questo progetto per timore di guastare i rapporti con la Cina.
Nel 1790 il botanico francese André Michaux (1746-1802) pianta le prime piante del tè negli Stati Uniti (Carolina del Sud).
Nel 1793 l'ambasciata inglese in Cina invia dei semi di tè al suo ufficio di Calcutta.
Nel 1802 fallisce il primo tentativo di far cresce delle piante di tè a Sri Lanka.
Nel 1810 i cinesi introducono la coltivazione della pianta del tè sull'isola di Taiwan.
Nel 1815 un colonnello dell'esercito britannico, Latter, osserva che gli abitanti della regione dell'Assam (India) fanno uso di tè selvatico.
Nel 1823 il maggiore dell'esercito britannico, Robert Bruce, scopre delle piante selvatiche di tè in Assam (India).
Nel 1825 il naturalista tedesco Philipp Franz von Siebold (1796-1866) pianta i primi semi del tè, ottenuti dal Giappone, a Giava, all'epoca colonia olandese.
Sempre nel 1825 l'inglese John Horniman mette in vendita il primo pacchetto di tè confezionato.
Nel 1828 si avvia la prima produzione di tè a Giava.
Nel 1831 il capitano inglese A. Charlton invia del tè selvatico dell'Assam ai giardini botanici di Calcutta dove, tuttavia, viene confuso con altre piante e lasciato morire.
Nel 1832 il naturalista dott. Christy insedia sulle colline del Nilgiri (India) le prime piante del tè.
Nel 1833 la fine del trattato commerciale tra Cina e Inghilterra impone alle Compagnie commerciali inglesi il tentativo di produrre tè sul suolo indiano. La bassa considerazione del tè indigeno indiano, considerato di bassa qualità, suggerisce agli inglesi l'importazione di semi e piante dalla Cina.
Nel 1835 il tè raccolto a Giava raggiunge il mercato olandese.

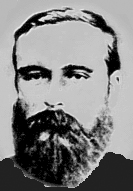
James Taylor (1835-1892), fu il primo, nel 1867, a creare una piantagione di tè in Sri Lanka.

Nello stesso anno il Governatore generale dell'India britannica, Lord William Bentinck (1774-1839), nomina una Commissione per verificare le possibili zone di coltivazione del tè dell'Assam ritenuto finalmente di buona qualità.
Nello stesso anno il segretario della Commissione istituita da Lord Cavendish Bentick, G. J. Gordon, viene inviato in Cina allo scopo di procurare semi di tè cinese da piantare in India.
Nel 1836 42 000 piante di tè cinese vengono impiantate a Calcutta per poi essere inviate nell'Assam.
Nello stesso anno duemila piante dello stesso tè vengono inviate nell'India meridionale, ma nessuna di essa sopravvive al clima. Alla coltivazione di tè indigeno e cinese nella regione dell'Assam, viene nominato il gentiluomo scozzese Robert Bruce.
Nel 1838 il primo carico di tè indigeno dell'Assam viene spedito da Robert Bruce a Londra.
Nel 1839 vengono spediti i primi semi di tè assamico a Sri Lanka.
Nel 1840 205 piante di tè assamico vengono impiantate nel giardino botanico di Peradeniya in Sri Lanka.

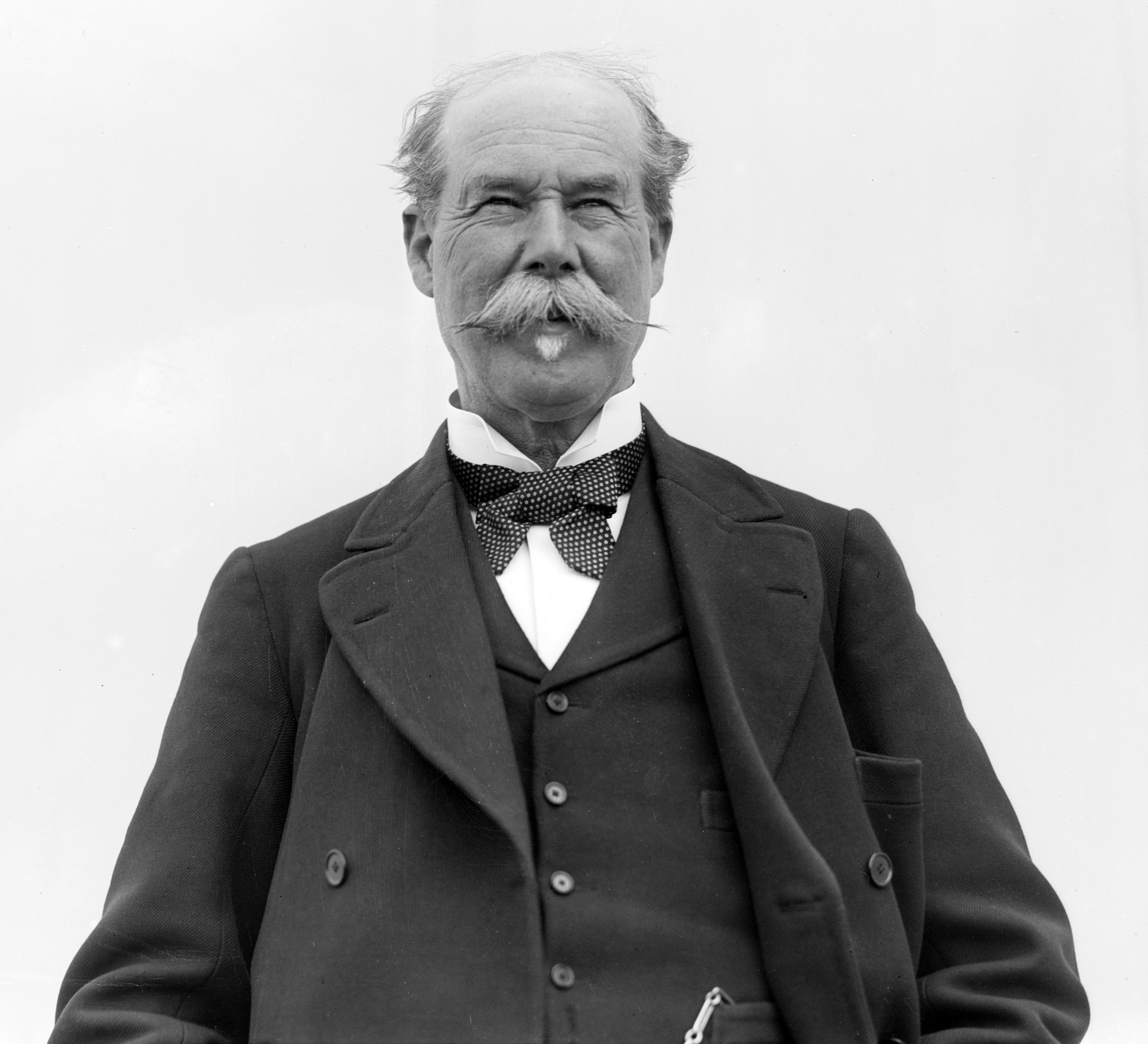
L'imprenditore scozzese Sir Thomas Johnstone Lipton (1848-1931) fu il primo a importare in larga scala tè cingalese in Europa.

Nel 1843 vengono emanate in Inghilterra le prime leggi contro l'adulterazione del tè. È molto diffusa la pratica di rivendere il tè usato dopo averlo fatto seccare.
Nel 1850 la nave "Oriental" è la prima nave a trasportare un carico di solo tè dalla Cina a Londra.
Nel 1852 viene venduto in Sri Lanka il primo tè ivi prodotto.
Nel 1853 si avviano le relazioni commerciali tra Stati Uniti e Giappone per il tè.
Nel 1854 Charles Henry Oliver brevetta la prima macchina per l'essiccazione del tè.
Nel 1855 Alfred Savage brevetta la prima macchina che taglia, separa e miscela il tè.
Nel 1858 iniziano le prime coltivazioni di tè nel Darjeeling. Nello stesso anno si scioglie la "English East India Company" fondata nel 1600.
Nel 1864 David Baird Lindsay importa dei semi di tè dall'Assam a Sri Lanka.
Nel 1867 l'inglese James Taylor (1835-1892) supervisiona i primi 20 acri di coltivazione di tè a Sri Lanka. Nello stesso anno avviene la prima esportazione commerciale di tè da Taiwan ad Amoy.
Nel 1869 con l'apertura del Canale di Suez si accorciano le rotte commerciali del tè.
Nel 1870 una gravissima infestazione da parte del fungo basidiomicete Hemileia vastatrix (agente causale della "Ruggine del caffè"
) distrugge le piantagioni di caffè in Sri Lanka. Viene presa in considerazione l'ipotesi di sostituire le piantagioni di caffè con piantagioni di tè.
Nel 1873 avviene la prima esportazione di tè cingalese verso Londra.